# منتخب كولومبيا لكرة الطائرة للرجال
منتخب كولومبيا الوطني لكرة الطائرة للرجال (بالإسبانية: Selección masculina de voleibol de Colombia)‏ هو ممثل كولومبيا الرسمي في المنافسات الدولية في كرة طائرة في فئة كرة الطائرة للرجال.